# Набережная туманов
«Набережная туманов» (фр. Le Quai des brumes) — французский художественный фильм режиссёра Марселя Карне, созданный в 1938 году. Фильм считается одним из лучших образцов «поэтического реализма».

## Сюжет
Солдат по имени Жан (Жан Габен) автостопом добирается до Гавра; в портовом городе он надеется сесть на пароход и покинуть Францию. По тому, как он прячется от людей в военной форме, можно догадаться, что он дезертир.
В ресторане почтенный коммерсант с неприятным лицом Забель (Мишель Симон) разговаривает с молодыми бандитами о некоем Морисе: в его исчезновении винят молодых людей, и, обеспокоенные этим, они пытаются разузнать о Морисе у коммерсанта, но тот предпочитает сокрушаться об их загубленной молодости.
Блуждая по городу в поисках ночлега, Жан сталкивается с мелким вором по кличке Четвертинка, и тот отводит его в кабачок некоего Панамы на берегу моря, где находят себе приют неприкаянные люди. Здесь Жан знакомится с художником Мишелем (Робер ле Виган), пребывающим в депрессии и пишущим мрачные картины, и с девушкой Нелли (Мишель Морган), потерявшей возлюбленного — того самого Мориса, чьё исчезновение беспокоит бандитов. Не желая ни чужого внимания, ни сочувствия, Жан в конце концов проникается симпатией и доверием к девушке, которую принимает за проститутку. Утром, прощаясь с Панамой, он просит подыскать ему штатский костюм.
Гуляя по набережной, Жан и Нелли сталкиваются с бандитами; их главарь Люсьен, молодой человек из хорошей семьи, давно и безуспешно добивающийся благосклонности Нелли, пытается силой увести девушку с собой, но на помощь ей приходит солдат.
Бандиты приезжают к Забелю и обвиняют его в убийстве Мориса; нервозность Люсьена один из его приятелей объясняет тем, что некий солдат надавал ему пощёчин из-за Нелли, и Забель заочно проникается симпатией к этому солдату. Крёстный отец Нелли, взявший её к себе на воспитание после потери родителей, Забель питает к девушке далеко не отцовские чувства; и хотя, не рассчитывая на взаимность, он старается свои чувства скрывать, Нелли испытывает перед крёстным безотчётный страх, который и гонит её из дома.
Обнаружив в кармане деньги, незаметно положенные Нелли, Жан решает купить на них подарок для девушки и случайно забредает в магазин Забеля, где и находит свою случайную знакомую. Забель радушно встречает его и, догадавшись о том, что Жан — дезертир, намекнув на возможность разоблачения, предлагает ему устранить Люсьена, от чего Жан решительно отказывается. Нелли, спустившись в винный погреб, находит под лестницей запонку Мориса.
Художник Мишель, решив утопиться, оставляет на берегу свою одежду, мольберт и документы — для Жана. Выдавая себя за художника, солдат устраивается на пароход, идущий в Венесуэлу. Тем временем полиция находит тело Мориса и одновременно — пакет с военной формой (оставленной Жаном и выброшенной Панамой); в убийстве Мориса подозревают солдата. Чтобы заставить Забеля молчать о Жане, Нелли возвращается в дом крёстного. Забель признаётся воспитаннице в том, что убил Мориса из ревности. Нелли хочет навсегда покинуть дом Забеля, но крёстный силой удерживает её. Появляется Жан; в завязавшейся схватке он в приступе ярости убивает Забеля. Выйдя на улицу, Жан погибает от руки Люсьена, который несколькими выстрелами убивает его.

## В ролях
| Актёр          | Роль                   |
| -------------- | ---------------------- |
| Жан Габен      | солдат Жан             |
| Мишель Симон   | коммерсант Забель      |
| Мишель Морган  | Нелли крестница Забеля |
| Пьер Брассёр   | Люсьен                 |
| Эдуар Дельмон  | Панама                 |
| Раймон Эмо     | Виттель                |
| Робер Ле Виган | художник Мишель        |
| Рене Женен     | доктор                 |
| Марсель Перес  | шофёр                  |

## История создания
«Набережная туманов» — вторая совместная работа Марселя Карне и Жака Превера. Первый их фильм, «Странная драма» (Drôle de drame), в 1937 году провалился на премьере в парижском кинотеатре «Колизей». И тем не менее фильм нашёл своих поклонников: в том же 1937 году, по инициативе Жана Габена, продюсер берлинской киностудия УФА Рауль Плокен предложил Марселю Карне снять фильм с участием Габена. Карне, со своей стороны, предложил экранизацию романа Пьера Мак-Орлана «Набережная туманов», опубликованного в 1927 году.
Выбор именно этого автора был для Карне неслучайным. В опубликованной ещё в 1932 году статье «Реализм некоторых фильмов пробуждает социальную фантастику» Мак-Орлан призывал кинематографистов к созданию «романтизма будничности»; воспетая им «поэзия и тайна улиц», собственно, и нашла своё воплощение в том направлении, которое позже получило название «поэтический реализм».
В сценарии, написанном Превером, сюжет романа претерпел существенные изменения: у Мак-Орлана действие разворачивается на протяжении 10 лет — с 1910 по 1919 год — во Франции, в основном в Париже, на Монмартре, Превер перенёс его в портовый Гамбург. «… Мы выберем порт, — говорил Превер, — потому что все порты похожи один на другой, там жизнь проездом, там путешествует приключение». В романе центр действия — кабачок «Проворный кролик», обычное монмартрское кафе начала века. Здесь ненадолго пересекаются и вновь расходятся судьбы героев Мак-Орлана: солдата, дезертировавшего из колониальных войск, мясника Забеля, девушки Нелли, Жана Раба — молодого человека без определенных занятий, художника-немца, обладающего даром с помощью живописи угадывать места, где совершаются преступления. В романе Забель за совершённое убийство заканчивает свою жизнь на гильотине; художник, чьи уникальные способности используют сыскные органы, не выдержав этой роли, вешается; Жан Раб, мобилизованный в армию, погибает в перестрелке; а солдат нанимается на службу в Иностранный легион; Нелли становится роскошной проституткой и наслаждается своей судьбой.
Жак Превер в своём сценарии соединил разрозненные и почти не связанные между собой сюжетные линии романа; два героя, Жан Раб и солдат-дезертир, слились в одного — солдата по имени Жан; при этом всё убогое, что было в Рабе, в частности его мечту хотя бы раз в жизни поспать на чистых простынях, сценарист передал новому герою — в романе его не было — мелкому вору и пьянице по прозвищу Четвертинка. Забель из мясника превратился в ростовщика, одержимого двумя страстями: любовью к музыке и любовью к Нелли, которую Превер сделал его воспитанницей. В сценарии сюжетообразующей стала тема обречённой любви.
Столь кардинальную переработку сценария Марсель Карне объяснял тем, что фильм делался для Габена, который уже в то время был крупной величиной в кинематографе. «Поэтому, — говорил режиссёр, — мы построили сюжет так, чтобы он стал центральной фигурой». Съёмки фильма планировались в Германии, однако представление сценария в министерство пропаганды закончилось скандалом; Геббельс запретил «плутократский, декадентский, пессимистический сценарий». В конце концов контракты Габена, Прево и Карне выкупил у УФА продюсер Грегор Рабинович, и действие фильма было перенесено во французский Гавр. По словам режиссёра: «Тогда делали шикарные развлекательные фильмы с богатыми декорациями и о достоинстве продюсера судили по богатству костюмов, декораций и массовых эпизодов. А у меня было всего два персонажа, которых играли Жан Габен и Мишель Морган, действие происходило в тумане, и продюсер Рабинович сильно сомневался в успехе. Он четырнадцать раз снимал свою фамилию с титров и ставил ее обратно».
У французской цензуры сценарий также вызвал сомнения; в конце концов снимать фильм Карне разрешили при условии, что слово «дезертир» ни разу не будет произнесено, а солдат, сняв форму, аккуратно уложит её на стул, а не разбросает по комнате, как первоначально предполагалось в сценарии. Костюмы для Нелли подбирала сама Коко Шанель.
Мак-Орлан, посмотрев фильм, воскликнул: «Потрясающе! Вы изменили всё: эпоху, место действия, персонажей… И, как ни странно, при этом дух книги передан абсолютно точно».

## Награды
- 1939 — Премия National Board of Review
  - Лучший зарубежный фильм
- 1938 — Приз Луи Деллюка
  - Приз Луи Деллюка — Марсель Карне
- 1938 — Венецианский кинофестиваль
  - Специальное упоминание за режиссуру — Марсель Карне